# Lituania en los Juegos Europeos de Minsk 2019
Lituania participó en los Juegos Europeos de Minsk 2019. Responsable del equipo nacional fue el Comité Olímpico Nacional de Lituania.

## Medallistas
El equipo de Lituania obtuvo las siguientes medallas:
| Nombre                             | Deporte            | Competición             |
| ---------------------------------- | ------------------ | ----------------------- |
| Oro                                |                    |                         |
| Simona Krupeckaitė                 | Ciclismo en pista  | Keirin F                |
| Robert Tvorogal                    | Gimnasia artística | Barra fija M            |
| Plata                              |                    |                         |
| Simona Krupeckaitė Miglė Marozaitė | Ciclismo en pista  | Velocidad por equipos F |
| Bronce                             |                    |                         |
| —                                  |                    |                         |